# 18e étape du Tour de France 2009
Pour un article plus général, voir Tour de France 2009.
La 18e étape du Tour de France 2009, s'est déroulée le 23 juillet. Le contre-la-montre de 40 kilomètres, tracé autour du lac d'Annecy, a vu la victoire revenir à Alberto Contador.

## Temps intermediaire
- 1. Temps intermediaire de Doussard (kilomètre 18)

| 1. | Alberto Contador | Espagne     | Astana            | en | 20 min 02 s |
| 2. | Bradley Wiggins  | Royaume-Uni | Garmin-Slipstream | +  | 18 s        |
| 3. | Mikhail Ignatiev | Russie      | Team Katusha      | +  | 19 s        |
| 4. | Lance Armstrong  | États-Unis  | Astana            | +  | 27 s        |
| 5. | Andreas Klöden   | Allemagne   | Astana            | +  | 37 s        |

- 2. Temps intermediaire de Talloires (kilomètre 25)

| 1. | Mikhail Ignatiev  | Russie      | Team Katusha      | en | 28 min 22 s |
| 2. | Alberto Contador  | Espagne     | Astana            | +  | 3 s         |
| 3. | Bradley Wiggins   | Royaume-Uni | Garmin-Slipstream | +  | 10 s        |
| 4. | Gustav Larsson    | Suède       | Team Saxo Bank    | +  | 17 s        |
| 5. | Fabian Cancellara | Suisse      | Team Saxo Bank    | +  | 18 s        |

- 3. Temps intermediaire dans la côte de Bluffy (kilomètre 28,5)

| 1. | Alberto Contador  | Espagne     | Astana            | en | 36 min 50 s |
| 2. | Bradley Wiggins   | Royaume-Uni | Garmin-Slipstream | +  | 30 s        |
| 3. | Mikhail Ignatiev  | Russie      | Team Katusha      | +  | 35 s        |
| 4. | Christophe Moreau | France      | Agritubel         | +  | 42 s        |
| 5. | Luis León Sánchez | Espagne     | Caisse d'Épargne  | +  | 43 s        |

- 4. Temps intermediaire de Annecy-le-Vieux (kilomètre 28,5)

| 1. | Alberto Contador  | Espagne     | Astana            | en | 45 min 07 s |
| 2. | Fabian Cancellara | Suisse      | Team Saxo Bank    | +  | 15 s        |
| 3. | Mikhail Ignatiev  | Russie      | Team Katusha      | +  | 24 s        |
| 4. | Gustav Larsson    | Suède       | Team Saxo Bank    | +  | 41 s        |
| 5. | Bradley Wiggins   | Royaume-Uni | Garmin-Slipstream | +  | 42 s        |

## Cols et côtes
- 1. Côte de Bluffy, 3e catégorie (kilomètre 28,5)

| Premier   | Cadel Evans      | 4 pts |
| Deuxième  | Alberto Contador | 3 pts |
| Troisième | Pierrick Fédrigo | 2 pts |
| Quatrième | Andreas Klöden   | 1 pt  |

## Classement de l'étape
| Classement de la 18e étape | Classement de la 18e étape | Classement de la 18e étape | Classement de la 18e étape | Classement de la 18e étape |
|                            | Coureur                    | Pays                       | Équipe                     | Temps                      |
| -------------------------- | -------------------------- | -------------------------- | -------------------------- | -------------------------- |
| 1er                        | Alberto Contador           | ESP                        | Astana                     | en 48 min 30 s             |
| 2e                         | Fabian Cancellara          | SUI                        | Team Saxo Bank             | + 3 s                      |
| 3e                         | Mikhail Ignatiev           | RUS                        | Team Katusha               | + 15 s                     |
| 4e                         | Gustav Larsson             | SWE                        | Team Saxo Bank             | + 33 s                     |
| 5e                         | David Millar               | GBR                        | Garmin-Slipstream          | + 41 s                     |
| 6e                         | Bradley Wiggins            | GBR                        | Garmin-Slipstream          | + 43 s                     |
| 7e                         | Luis León Sánchez          | ESP                        | Caisse d'Épargne           | + 44 s                     |
| 8e                         | Christophe Moreau          | FRA                        | Agritubel                  | + 45 s                     |
| 9e                         | Andreas Klöden             | GER                        | Astana                     | + 54 s                     |
| 10e                        | David Zabriskie            | USA                        | Garmin-Slipstream          | + 1 min 2 s                |
| modifier                   |                            |                            |                            |                            |

## Classement général
| Classement général à la 18e journée | Classement général à la 18e journée | Classement général à la 18e journée | Classement général à la 18e journée | Classement général à la 18e journée |
|                                     | Coureur                             | Pays                                | Équipe                              | Temps                               |
| ----------------------------------- | ----------------------------------- | ----------------------------------- | ----------------------------------- | ----------------------------------- |
| 1er                                 | Alberto Contador                    | ESP                                 | Astana                              | en 73 h 15 min 39 s                 |
| 2e                                  | Andy Schleck                        | LUX                                 | Team Saxo Bank                      | + 4 min 11 s                        |
| 3e                                  | Lance Armstrong                     | USA                                 | Astana                              | + 5 min 25 s                        |
| 4e                                  | Bradley Wiggins                     | GBR                                 | Garmin-Slipstream                   | + 5 min 36 s                        |
| 5e                                  | Andreas Klöden                      | GER                                 | Astana                              | + 5 min 38 s                        |
| 6e                                  | Fränk Schleck                       | LUX                                 | Team Saxo Bank                      | + 5 min 59 s                        |
| 7e                                  | Vincenzo Nibali                     | ITA                                 | Liquigas                            | + 7 min 15 s                        |
| 8e                                  | Christian Vande Velde               | USA                                 | Garmin-Slipstream                   | + 10 min 8 s                        |
| 9e                                  | Mikel Astarloza                     | ESP                                 | Euskaltel-Euskadi                   | + 12 min 38 s                       |
| 10e                                 | Christophe Le Mével                 | FRA                                 | La Française des jeux               | + 12 min 41 s                       |
| modifier                            |                                     |                                     |                                     |                                     |

## Classements annexes

### Classement par points
| Classement par points | Classement par points | Classement par points | Classement par points | Classement par points |
| --------------------- | --------------------- | --------------------- | --------------------- | --------------------- |
|                       | Coureur               | Pays                  | Équipe                | Point(s)              |
| 1er                   | Thor Hushovd          | NOR                   | Cervélo TestTeam      | 230 points            |
| 2e                    | Mark Cavendish        | GBR                   | Team Columbia-HTC     | 200 pts               |
| 3e                    | José Joaquín Rojas    | ESP                   | Caisse d'Épargne      | 126 pts               |
| modifier              |                       |                       |                       |                       |

### Classement de la montagne
| Classement du meilleur grimpeur | Classement du meilleur grimpeur | Classement du meilleur grimpeur | Classement du meilleur grimpeur | Classement du meilleur grimpeur |
| ------------------------------- | ------------------------------- | ------------------------------- | ------------------------------- | ------------------------------- |
|                                 | Coureur                         | Pays                            | Équipe                          | Point(s)                        |
| 1er                             | Franco Pellizotti               | ITA                             | Liquigas                        | 196 points                      |
| 2e                              | Egoi Martínez                   | ESP                             | Euskaltel-Euskadi               | 118 pts                         |
| 3e                              | Pierrick Fédrigo                | FRA                             | BBox Bouygues Telecom           | 99 pts                          |
| modifier                        |                                 |                                 |                                 |                                 |

### Classement du meilleur jeune
| Classement général du meilleur jeune | Classement général du meilleur jeune | Classement général du meilleur jeune | Classement général du meilleur jeune | Classement général du meilleur jeune |
|                                      | Coureur                              | Pays                                 | Équipe                               | Temps                                |
| ------------------------------------ | ------------------------------------ | ------------------------------------ | ------------------------------------ | ------------------------------------ |
| 1er                                  | Andy Schleck                         | LUX                                  | Team Saxo Bank                       | en 73 h 19 min 50 s                  |
| 2e                                   | Vincenzo Nibali                      | ITA                                  | Liquigas                             | + 3 min 4 s                          |
| 3e                                   | Roman Kreuziger                      | CZE                                  | Liquigas                             | + 9 min 57 s                         |
| modifier                             |                                      |                                      |                                      |                                      |

### Classement par équipes
| Classement par équipes | Classement par équipes | Classement par équipes | Classement par équipes |
|                        | Équipe                 | Pays                   | Temps                  |
| ---------------------- | ---------------------- | ---------------------- | ---------------------- |
| 1re                    | Astana                 | Kazakhstan             | en 218 h 23 min 7 s    |
| 2e                     | Garmin-Slipstream      | États-Unis             | + 16 min 14 s          |
| 3e                     | AG2R La Mondiale       | France                 | + 23 min 45 s          |
| modifier               |                        |                        |                        |